# 281
سنة 281 م (بالأرقام الرومانية: CCLXXXI) كانت سنة بسيطة تبدأ يوم السبت (الرابط يظهر نموذج الجدول الزمني الكامل للسنة) من التقويم اليولياني. بدأت تسمية السنة ب281 منذ العصور الوسطى المبكرة، عندما أصبح تقويم أنو دوميني هو الأسلوب السائد في أوروبا لتسمية السنوات.

## أحداث
- الإمبراطور الروماني بروبوس يعود إلى روما، حيث يحتفل بانتصاره على الواندال.

## مواليد
- مولد أكويلينا وهو قديس مسيحي توفي عام 293.